# 卡维亚
卡维亚，是西班牙卡斯蒂利亚-莱昂布尔戈斯省的一个市镇。总面积13平方公里，总人口240人（2001年），人口密度18人/平方公里。